# Travanca (Santa Maria da Feira)
Travanca is een plaats (freguesia) in de Portugese gemeente Santa Maria da Feira en telt 2 201 inwoners (2001).

## Geboren
- Joaquim Adrego Andrade (1969), Portugees wielrenner